# Neacomys
Neacomys és un gènere de rosegadors de la família dels cricètids. Les espècies d'aquest grup són oriündes de Sud-amèrica. Es tracta de ratolins del Nou Món relativament petits, amb una llargada de cap a gropa de 6-10 cm i una cua aproximadament igual de llarga. L'única espècie que ha sigut pesada, N. guianae, pesa uns 20 g. El pelatge consisteix en una barreja de pèls espinosos i pèls suaus.